# تشارلي براشاو
تشارلي براشاو (بالإنجليزية: Charlie Bradshaw) هو محامي أمريكي، ولد في 13 مارس 1936 في سنتر في الولايات المتحدة، وتوفي في 23 يناير 2002 في بلينو في الولايات المتحدة بسبب سرطان.

## وصلات خارجية
- تشارلي براشاو على موقع مرجع كرة القدم المحترفة.كوم (الإنجليزية)